# Felix Unger
Felix Unger (Klagenfurt, 2 marzo 1946) è un medico austriaco.
Cardiologo di fama internazionale, è anche il presidente dell'Accademia europea delle scienze e delle arti e dell'università Alma Mater Europaea.
Nel 1986 realizzò il primo trapianto di cuore artificiale in Europa.

## Biografia
Unger ha studiato medicina all'Università di Vienna, dove si è laureato nel 1971. Dopo la laurea, ha lavorato alla Clinica Università per la Cardiologia e alla Clinica Universitaria Chirurgica di Vienna e, nel 1975 come ricercatore nel campo della medicina cardiovascolare a Houston, Cleveland e Salt Lake City negli USA. Nel 1978 diventa professore associato e più tardi professore di chirurgia. Sempre nel 1978, ottiene il dottorato a Salt Lake City e inventa l'Ellipsoidherz che in seguito userà per il primo trapianto di cuore artificiale in Europa nel 1986. Nel 1990 fonda col Cardinale König e il prof. Nikolaus Lobkowicz l'Accademia Europea delle Scienze e delle Arti, che conta attualmente 1500 membri. Tra il 1985 e il 2011 dirige la chirurgia cardiaca della Clinica Universitaria di Salisburgo. Dal 2001 è anche il presidente dell'European Institute of Health.

## Riconoscimenti

### Premi
- 1975 Premio Karl Renner
- 1980 Premio Sandoz
- 1980 Premio della Società Tedesca di Chirurgia, Monaco
- 1982 e 1989, Planseepreis für Wissenschaft
- 1991 Medaglia Purkyně, Brno
- 1992 Premio della Società Austriaca di Chirurgia Billroth Preis der Österr. Ges. F. Chirurgie
- 1992 Croce al merito di I classe di Germania
- 1992 Humes Professorship
- 1992 Medaglia Karylins dell'Accademia Lettone delle Scienze
- 2005 Verdienstkreuz des Landes Salzburg
- 2006 Medaglia per le scienze e per le arti
- 2009 Premio Pauls Stradiņš, Riga
- 2011 Medaglia del Presidente della Repubblica Slovacca
- 2012 Gran Decorazione d'Onore in Argento della Repubblica Austriaca

### Dottorati onorari
- 1994 a Budapest, Timișoara e Tokyo
- 2002 e 2006 a Marburgo
- 2003 a Riga
- 2007 a Belgrado
- 2009 a Atene
- 2010 a Tiblisi
- 2012 a San Pietroburgo
- 2013 ad Arad e Cluj-Napoca